# 1908年ロンドンオリンピックのベルギー選手団
1908年ロンドンオリンピックのベルギー選手団（1908ねんロンドンオリンピックのベルギーせんしゅだん）は、1908年4月27日から10月31日にかけてイギリスの首都ロンドンで開催された1908年ロンドンオリンピックのベルギー選手団、およびその競技結果。

## 概要
今大会は金メダル1個、銀メダル5個、銅メダル2個の合計8個のメダルを獲得した。

## メダル
| メダル | 選手名                   | 競技   | 種目           |
| ------ | ------------------------ | ------ | -------------- |
| 銅     | ジョゼフ・ウェルブルック | 自転車 | 男子20kmレース |